# SV Lok Engelsdorf
Der SV Lok Engelsdorf (auch SV Lokomotive Engelsdorf) ist ein Sportverein aus dem Leipziger Stadtteil Engelsdorf. Der Verein wurde nach der deutschen Wiedervereinigung als Nachfolger der BSG Lokomotive Engelsdorf gegründet. Bekannt ist der Verein durch seine Frauen-Volleyballmannschaft, welche zwischen 2012 und 2016 je zwei Spielzeiten in der Dritten Liga und in der 2. Bundesliga spielte.

## Volleyball

### Geschichte
In der Spielzeit 2011/12 konnte sich der SV Lok Engelsdorf für die neu gegründete Dritte Liga qualifizieren und wurde in die Ost-Staffel einsortiert. In der ersten Saison in der neuen Liga sicherte sich die Mannschaft aus Engelsdorf hinter dem VfL Nürnberg und der zweiten Mannschaft von Schwarz-Weiss Erfurt den dritten Platz. In der darauffolgenden Saison konnte man erneut den dritten Platz belegen, diesmal hinter dem TV Altdorf und dem Lokalrivalen Dresdner SSV. Weil beide Vereinen nicht aufsteigen wollten, nahm der SV Lok Engelsdorf den Aufstieg in die 2. Bundesliga wahr.
In der 2. Bundesliga wurde sie in die Südstaffel einsortiert und trafen damit in der Saison 2014/15 auf die beiden sächsischen Teams VV Grimma und VC Olympia Dresden. Mit 27 Punkten belegten die Volleyballerinnen aus Engelsdorf den zwölften und vorletzten Platz, wodurch sie sich den Klassenerhalt sicherten. In der darauffolgenden Saison trat die Mannschaft unter den Namen „Dintervolleys Engelsdorf“ an und beendeten die Saison erneut auf dem zwölften und damit vorletzten Platz. Damit konnten die Volleyballerinnen aus Engelsdorf diesmal nicht den Abstieg abwenden.
Nach dem Abstieg aus der 2. Bundesliga zog sich die Volleyball-Mannschaft aus dem überregionalen Volleyball zurück und trat in der Saison 2016/17 in der Sachsenliga an. In der Saison 2017/18 spielte die deutsche Meisterin Steffi Kuhn kurzzeitig für den Engelsdorfer Verein. Nach zwei Spielzeiten in der Sachsenliga stieg der SV Lok Engelsdorf zur Saison 2018/19 in die Regionalliga Ost auf. Nach nur einer Saison musste die Mannschaft aus Engelsdorf wieder in die Sachsenliga absteigen. In der durch die COVID-19-Pandemie abgebrochenen Saison 2019/20 belegte der SV Lok Engelsdorf beim Abbruch den ersten Platz und durfte in der Folge zur Saison 2020/21 wieder in die Regionalliga Ost aufsteigen.

### Erfolge
- 2012: Qualifikation für die Dritte Liga
- 2014: Aufstieg in die 2. Bundesliga

## Weitere Sportarten
Außer Volleyball gibt es beim SV Lok Engelsdorf noch die Abteilungen Fitness, Fußball und Kegeln. Die Fußballmannschaft spielt in der Stadtliga Leipzig.